# Bellegarde-en-Marche
Bellegarde-en-Marche – miejscowość i gmina we Francji, w regionie Nowa Akwitania, w departamencie Creuse.
Według danych na rok 1990 gminę zamieszkiwało 425 osób, a gęstość zaludnienia wynosiła 135 osób/km² (wśród 747 gmin Limousin Bellegarde-en-Marche plasuje się na 286. miejscu pod względem liczby ludności, natomiast pod względem powierzchni na miejscu 660.).